# أستريد بودان
أستريد بودان (بالسويدية: Astrid Bodin)‏ هي ممثلة سويدية، ولدت في 10 يوليو 1903 بأوبلاند في السويد، وتوفيت في 20 أكتوبر 1961 بستوكهولم في السويد.

## وصلات خارجية
- أستريد بودان على موقع IMDb (الإنجليزية)
- أستريد بودان على موقع قاعدة بيانات الأفلام السويدية (السويدية)
- أستريد بودان على موقع قاعدة بيانات الفيلم (الإنجليزية)